# Kuay Melu

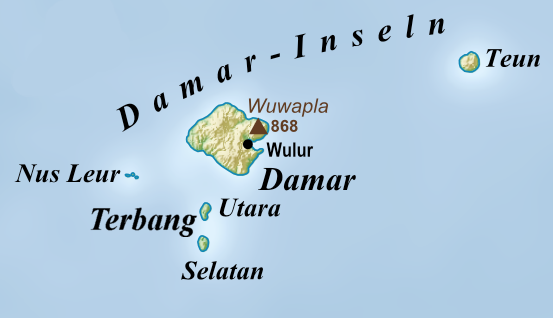
Die Damar-Inseln

Kuay Melu (Melukuai, Kwai) ist ein Ort auf der indonesischen Insel Damar. Der Ort liegt an der Ostküste der Insel in der Solatbucht (Teluk Solat).
Kuay Melu bildet ein Desa mit 687 Einwohnern (2010). Die Menschen sprechen als Muttersprache die austronesische Sprache West-Damar (Damar-Batumerah). Wie die gesamte Insel gehört Kuay Melu zum Kecamatan (Subdistrikt) Damar, Kabupaten (Regierungsbezirk) Südwestmolukken (Maluku Barat Daya), Provinz Maluku.